# Jared Taylor
Samuel Jared Taylor (n. 15 septembrie 1951, Kobe, Japonia) este un supremațist alb și editor al American Renaissance⁠(d)(în română Renașterea americană), o revistă publicată online care susține cauzele supremațismului și separatismului alb înființat de Taylor în 1990.
Taylor este președintele organizației părinte New Century Foundation prin intermediul căreia și-a publicat numeroase lucrări. Acesta este fostul membru al consiliului consultativ al revistei The Occidental Quarterly⁠(d) și fostul director al organizației naționaliste National Policy Institute⁠(d) din Virginia. De asemenea, Taylor este purtător de cuvânt și membru al Council of Conservative Citizens.
Taylor și multe dintre organizațiile asociate cu acesta sunt acuzate că promovează ideologii rasiste de către grupurile care militează pentru drepturile civile, mass-media și profesori care studiază rasismul în Statele Unite.

## Biografie
Taylor s-a născut pe 15 septembrie 1951, fiul unor părinți misionari creștini din Virginia, în Kobe, Japonia. A locuit în Japonia până la vârsta de 16 ani și a urmat cursurile unei școli japoneze până la vârsta de 12 ani, devenind fluent în limba japoneză.
A urmat cursurile Universității Yale unde a obținut o licență în filosofie în 1973.  Taylor a petrecut apoi trei ani în Franța unde a obținut o diplomă de master în economie internațională la Sciences Po în 1978. A lucrat și a călătorit mult în Africa de Vest, îmbunătățindu-și limba franceză în regiunile francofone⁠(d) ale continentului.
Taylor vorbește fluent franceză și japoneză.

## Convingeri
Taylor a fost descris drept un naționalist alb, supremațist și rasist de către grupurile care luptă pentru drepturi civile și cei care studiază rasismul în SUA.
Taylor a „respins puternic”  termenul de rasist și se autocaracterizează drept un „rasialist care crede în realismul rasial”. Acesta a contestat și eticheta de „supremațist alb”, menționând că este un „avocat al rasei albe”  a cărui convingeri cu privire la naționalitate și rasă sunt „moderate, comune și pe deplin consistente cu punctele de vedere ale majorității oamenilor de stat și foștilor președinți ai Statelor Unite”.
Mass-media l-a asociat pe Taylor cu mișcarea alt-right.